# Brevet de technicien supérieur - Gestion de la PME
Le brevet de technicien supérieur - Gestion de la PME est un cursus d'études se déroulant sur 2 ans avec 12 semaines de stage en entreprise repartie sur les 2 ans.
Le BTS forme les étudiants aux différentes tâches de gestion opérationnelle d'une entreprise, dans le domaine administratif ; telles que les tâches administratives, comptables, commerciales et humaines. Qui a pour but la pérennisation de l'entreprise et d'anticiper et d'accompagner l'entreprise.
De plus il peut être préparé en alternance.

## Provenance des étudiants
Les étudiants sont issus de toutes les classes de l'enseignement, qu'ils aient obtenu un baccalauréat général, technologique ou professionnel.
Une mise a plat du niveau et des compétences sont effectuées au début de l'année car une partie d'entre eux, qui viennent d'un baccalauréat général, n'ont aucune compétence dans les matières professionnelles (ou techniques) proposées et vice-versa pour les bacs professionnels qui ont été moins axés au niveau des études générales et peuvent éprouver quelques difficultés dans les matières générales.

### Matières professionnelles
Les enseignements sont essentiellement axés sur l'entreprise avec des matières professionnelles : 
| Matière                                                 | 1re année (par semaine) | 2e année (par semaine) |
| ------------------------------------------------------- | ----------------------- | ---------------------- |
| Relation client fournisseur                             | 4 heures                | 1 heure                |
| Communication globale                                   | 3,5 ou 4 heures         | 2 heures               |
| Droit                                                   | 2 heures                | 2 heures               |
| Management                                              | 2 heures                | 2 heures               |
| Économie                                                | 2 heures                | 2 heures               |
| Organisation et planification                           | 3 heures                | -                      |
| Gestion du système informatique                         | 2 heures                | -                      |
| Pérennisation de l'entreprise                           | -                       | 4 heures               |
| Administration et développement des ressources humaines | -                       | 2 heures               |
| Gestion et financement des actifs                       | -                       | 2 heures               |
| Gestion du risque                                       | -                       | 2 heures               |
| Atelier Professionnel                                   | 4 heures                | 3 heures               |

### Matières générales
L'enseignement comprend aussi des matières générales : 
| Matière                        | 1re année (par semaine) | 2e année (par semaine) |
| ------------------------------ | ----------------------- | ---------------------- |
| Anglais                        | 4 heures                | 3 heures               |
| Culture générale et expression | 2 heures                | 2 heures               |
| Langue vivante 2 (optionnelle) | 2 heures                | 2 heures               |

### Les applications en entreprise
- Les stages : d'une durée de 12 semaines ; ils peuvent être effectués en France ou à l'étranger (suivant la localisation de l'établissement). 6 semaines de stage en première année et 6 semaine en deuxième année. Les stages visent une immersion totale des étudiants en formation dans le monde du travail. Ils doivent être effectués (de préférence)dans une PME-PMI ayant entre 5 et 50 salariés.

Lors du stage de première année, sont effectuées des situations de gestion dans le domaine des relations avec les clients et les fournisseurs.
Lors du stage de deuxième année, est mené un projet de pérennisation de la PME (dans le domaine commercial, de la santé/sécurité, de la gestion des risques...).

## Examen

### Les épreuves écrites
- Organisation et gestion de la PME : Étude de cas comprenant une partie communication, une partie gestion des ressources humaines et une partie comptable.
- Culture générale et expression : synthèse de 3 ou 4 documents et une écriture personnelle autour d'un thème.
- Anglais : Compte-rendu en français d'un texte d'anglais suivi d'une expression écrite (lettre, notes, mail...).
- Économie et Droit : Rédaction d'une note de synthèse en économie et résolution de problèmes juridiques.
- Management  : Étude de cas sur une entreprise rencontrant un problème de management.
- Analyse du système informatique et des risques d'informatiques : Étude de cas autour d'un système d'information.

### Les épreuves orales
- Gestion relation clients-fournisseurs : Évaluation des actions professionnelles par le biais de missions réalisées durant le stage de première année.
- Communication globale : Évaluation des actions professionnelles en lien avec la communication interne/externe par le biais de dossiers à préparer en première année (communication écrite) et de missions réalisées durant le stage de première année (communication orale).
- Projet de développement de la PME : Évaluation des actions professionnelles par le biais de missions réalisées autour d'un projet mené durant le stage de seconde année.
- Anglais : Compréhension orale (rédaction d'un compte-rendu d'un document sonore ou vidéo) et une Production orale autour d'un entretien ou compte rendu de stage (20 min).
- LV2 (Facultative) : Entretien autour d'un texte (seuls les points supérieurs à 10 sont comptabilisés).

Certaines épreuves peuvent être passées en CCF (contrôle en cours de formation) quand l'étudiant a suivi sa formation dans un lycée public, ou bien un lycée privé sous contrat avec l'État.

### Où passer sa formation
- Formation sur site : de nombreux lycées proposent cette formation (la liste se trouve sur le site de l'onisep), ainsi que des associations spécialisées dans la formation.
- Formation à distance : formation diffusée auprès d'absformation, du cned, d'evaniarh.
- Formation en candidat libre : préparation autonome destinée aux candidats disposant de plus de 3 années d'expérience professionnelle.

## Perspectives
Les diplômés de ce BTS peuvent trouver du travail en secrétariat comptabilité et gestion commerciale, essentiellement dans les petites et moyennes entreprises qui recherchent la polyvalence.
De plus en plus de diplômés poursuivent en licence professionnelle de gestion d'entreprise. Un faible nombre d'entre eux se dirigent vers la fonction publique ou les filières généralistes de l'université
1. ↑  letudiant.fr La baisse des effectifs en BTS,  Valentine Daléas, publié le 24 avril 2023.
2. ↑  letudiant.fr Les quotas, symboles de l'abandon des bacheliers professionnels, Thibaut Cojean, publié le 29 mai 2019.
3. ↑  94.citoyens.com Quotidien d'information locale et citoyenne Parcoursup: le détail des quotas pour que les bacs S et ES ne trustent plus les BTS, Val-de-Marne | 27 mais 2018 par C. Dubois.